# Høvender
En høvender er et landbrugsredskab, der vender hø og halm på marken, så det tørres, inden det presses til baller.
- Wikimedia Commons har flere filer relateret til Høvender